# 费雷勒
费雷勒（法語：Férel，法語發音：[feʁɛl]）是法国莫尔比昂省的一个市镇，属于瓦讷区。

## 地理
费雷勒（47°28'56"N, 2°20'37"W）面积28.9 平方千米，位于法国布列塔尼大區莫尔比昂省，该省份为法国西北部沿海省份，位于布列塔尼半岛南部，北起阿摩尔滨海省、西接菲尼斯泰尔省，南濒大西洋，东南接大西洋卢瓦尔省，东临伊勒-维莱讷省。
与费雷勒接壤的市镇（或旧市镇、城区）包括：马尔藏、拉罗什贝尔纳、埃比尼亚克、阿塞拉克、卡莫埃勒、阿尔扎勒。
费雷勒的时区为UTC+01:00、UTC+02:00（夏令时）。

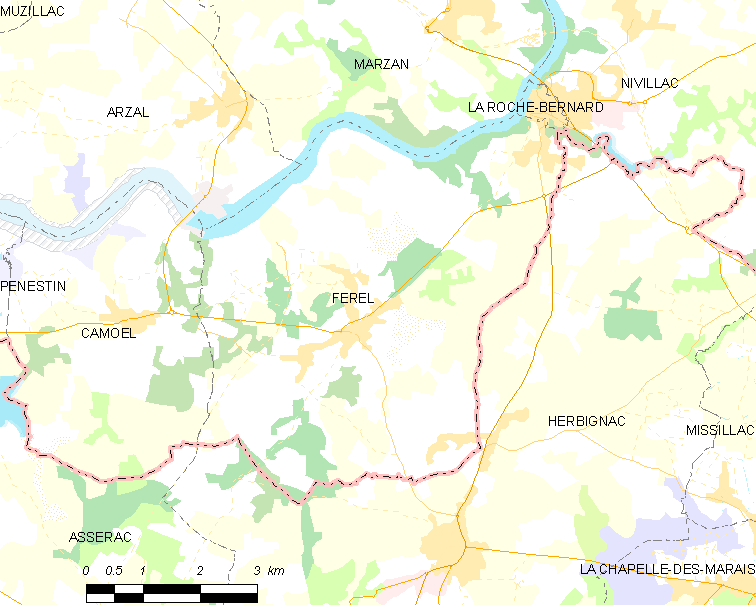
费雷勒的OSM定位图

## 行政
费雷勒的邮政编码为56130，INSEE市镇编码为56058。

## 政治
费雷勒所属的省级选区为米济亚克县。

## 人口

1962-2008年间费雷勒人口变化图示

费雷勒于2022年1月1日时的人口数量为3445人。